# 探偵ロマンス
『探偵ロマンス』（たんていロマンス）は、2023年1月21日から2月11日までNHK総合の「土曜ドラマ」枠で放送されたNHK大阪放送局制作のテレビドラマ。主演は濱田岳。
1923年に作家デビューを果たした江戸川乱歩の知られざる誕生秘話を描く。
連続テレビ小説『カムカムエヴリバディ』を手掛けたチームが集結して製作され、主演の濱田をはじめ、同作に所縁のあるキャストが多数出演した。

## あらすじ
大正8年、スペイン風邪が大流行し表面的な豊かさとは裏腹に成金と貧民の格差が広がる帝都東京。推理作家志望の青年・平井太郎は作家としての夢を抱きながらも食い扶持を稼ぐためだけの生活に悶々としていた。ある日、小説の売り込みに行った馴染みの新聞記者から「引退した伝説の名探偵、白井三郎を見つけるなら連載も考えてやる」と無理難題を押し付けられる。白井三郎とはかつて数々の難事件を解決し大衆からスター扱いされた名探偵。貧しい太郎は大衆から喝采を浴びながら早々に楽隠居しただろう三郎に嫌悪感を抱くが「なぜ大衆から喝采される中で、忽然と名探偵白井三郎は表舞台から姿を消したのか」と三郎の存在を意識し出す。そんな最中、以前屑拾いの仕事で出会った、やけに鋭い洞察力と不思議な魅力のある齢60を過ぎた老人と再会する。実は彼こそが名探偵・白井三郎。その日から見習い探偵・太郎と復活の名探偵・三郎、二人の推理と真実の探究が始まる。相次ぐピストル魔の凶行、帝都に充満する貧しい市民の不満、謎の落書き、蠢く謎の「先生」。真実の探偵とは、そして真実の怪盗とは。

## キャスト

### 主要人物
平井太郎（ひらい たろう）
演 - 濱田岳
本作の主人公。推理小説家志望の青年。後の江戸川乱歩。実直で夢見がち、故に夢想家でおしゃべりだが悪気はない。窮地になると「御慈悲を！」が口癖。
白井三郎（しらい さぶろう）
演 - 草刈正雄
初老の名探偵。大衆から支持される名探偵だったが、ある事件を機に忽然と姿を消した。ある事件の「真実」への渇望を秘めながらも探偵引退後は貧民街で屑拾いなどをし密やかに暮らしている。

### D坂
郷田初之助（ごうだ はつのすけ）
演 - 泉澤祐希
太郎の友人。病弱で学もなく、平仮名も書けないが穏やかで優しい性格。太郎の下宿の押し入れで暮らす。
時子（ときこ）
演 - 本上まなみ
古本屋「二人書房」、下宿の女将。
須永
演 - 野田晋市
古本屋「二人書房」、下宿の主。

### M県
村山隆子（むらやま りゅうこ）
演 - 石橋静河
小学校教師。太郎の文通相手であり太郎の一番の読者。お互い好意を寄せている。一本気な性格で筋が通らない事には相手が誰であろうと譲らない強さを持つ。

### G街
梅澤潤二（うめざわ じゅんじ）
演 - 森本慎太郎（SixTONES）
帝都新聞の記者。太郎の売り込みに「白井三郎を探せ」と無理難題を押し付け追い払う。兵役経験者で軍隊での経歴格差にトラウマがあり、反動から記者としてペン一本でのし上がろうとなりふり構わない面を持つ。
狭間勇（はざま いさむ）
演 - 大友康平
帝都警察の警部。三郎とは犬猿の仲ではあるが正義感と気骨に溢れている。
笠森
演 - 浜田学
帝都警察の刑事。狭間の部下。

### A公園
お百（おひゃく）
演 - 世古口凌
オペラ館の舞台『華炎城の舞姫』のヒロイン。
歌劇の唄い手
声 - 上白石萌音
オペラ館の舞台『華炎城の舞姫』のお百の歌唱シーンの歌の声。
ラッパ
演 - 浅香航大
オペラ館の客引き。
タイコ
演 - 土方兄弟あにやん
オペラ館の客引き。
シンバル
演 - 山下桐里
オペラ館の客引き。
伝兵衛（でんべえ）
演 - 岸部一徳
バー「K」のマスター。

### 秘密俱楽部「赤い部屋」

#### 運営
蓬蘭美摩子（ほうらん みまこ）/ 相馬久代
演 - 松本若菜
会員制バー「赤い部屋」の女主人。三郎からは久代と呼ばれる。三郎とは姉の死に関わる因縁があり、成金相手の会員制バーを営みながら三郎と同じく「真実」を追っている。
執事
演 - 行澤孝
秘密俱楽部の執事。

#### 会員
後工田寿太郎（ごくうだ じゅたろう）
演 - 近藤芳正
外務次官。
住良木平吉（すめらぎ へいきち）
演 - 尾上菊之助
上海帰りの貿易商。
廻戸庄兵衛（めぐりど しょうべぇ）
演 - 原田龍二
画商。ピス健から予告状が届き、命を奪われる。
前橋常座衛門
演 - 尾崎麿基
富豪。
越坂部荘二（おさかべ しょうじ）
演 - 谷口高史
富豪。

### その他
廻戸早苗（めぐりど さなえ）
演 - 杏花
庄兵衛の娘。
廻戸邸老執事
演 - 福原正義

守神健次
演 - 土平ドンペイ
怪盗。予告状を送り盗みを働く。ピストルの使い手で「ピス健」と呼ばれる。
紋三
演 - 蟷螂襲
くず拾いの元締め。白井三郎の情報屋。
男装の麗人
演 - 市川実日子
太郎と三郎の前に現れる謎の人物。
相馬京子
演 - 石橋静河
白井三郎のかつての相棒。蓬蘭美摩子（相馬久代）の姉。村山隆子と瓜二つの容姿をしている。
射的屋の女将
演 - 牧勢海

浮浪女児
演 - 伴心菜

街のチンピラ
演 - 土方兄弟ヒロキ

### ゲスト

#### 第1話
初代
演 - 明山緋奈（第4話）
帝都新聞社の受付。
フキ
演 - 福井美都
遊女。ピス健の情婦。

#### 第2話
お勢
演 - 宮田圭子（第3話）
三郎の昔なじみ。孫の正一郎の捜索を三郎に依頼する。

## スタッフ
- 企画 - 大嶋慧介
- 脚本 - 坪田文
- 音楽 - 大橋トリオ
- 主題歌 - 大橋トリオ「生きる者」[18]
- 演出 - 安達もじり、大嶋慧介
- 制作統括 - 櫻井賢
- プロデューサー - 葛西勇也
- 制作・著作 - NHK大阪放送局

## 放送日程
| 各話     | 放送日  | サブタイトル                                          | 演出       |
| -------- | ------- | ----------------------------------------------------- | ---------- |
| episode1 | 1月21日 | 若き江戸川乱歩の探偵活劇～怪盗に挑む！濱田岳×草刈正雄 | 安達もじり |
| episode2 | 1月28日 | 若き江戸川乱歩の探偵活劇～怪盗に挑む！濱田岳×草刈正雄 | 安達もじり |
| episode3 | 2月04日 | 若き江戸川乱歩の探偵活劇～怪盗に挑む！濱田岳×草刈正雄 | 大嶋慧介   |
| episode4 | 2月11日 | 若き江戸川乱歩の探偵活劇～怪盗に挑む！濱田岳×草刈正雄 | 大嶋慧介   |

また、英訳字幕スーパー版「Dear Detective」が、NHKワールドTVで2023年4月23日から5月14日の4回にわたり毎週日曜日に放送された（今回は英語吹き替え版は制作されなかった）。

## その他
- 先述の通り、本作は『カムカムエヴリバディ』を手掛けたチームが集結し制作されているが、作中に同作の第1部の主人公・安子（演 - 上白石萌音）の嫁ぎ先である雉真家が営む会社「雉真繊維」の広告として登場していた「キジマたび」の看板が美術スタッフの遊び心で本作にも登場する[22]。